# 斯坦尼斯拉夫·波斯特尼科夫
斯坦尼斯拉夫·伊万诺维奇·波斯特尼科夫（俄语：Станислав Иванович Постников，1928年12月20日—2012年5月8日），苏联军事领导人，1986年晋升大将。1988年任苏军西方集群最后一任总司令。

## 生平
1928年出生在科斯特罗马州马卡里耶夫的一个木匠家庭。父亲参加过第一次世界大战和俄国内战。他是家中的第六个孩子。苏德战争期间，他在伏尔加河码头做工。1946年在基涅什马的木工车间工作。
1948年加入苏联红军。1951年毕业于舒亚步兵学校，任基洛夫某机械化团侦察排长。1954年毕业于列宁格勒参谋学校高级训练班。1956年任奥伦堡州某机械化团侦察连长。1957年加入苏联共产党。
1961年毕业于伏龙芝军事学院，在土库曼服役六年，历任机械化步兵营参谋长、摩托化步兵团团长。1969年毕业于总参谋部军事学院，任敖德萨军区驻克里米亚摩托化步兵第5师师长。1970年调任苏军驻德集群摩托化步兵第35师师长。1973年7月，任苏军北方集群副司令兼参谋长，驻守波兰华沙。1975年9月，任外高加索军区近卫第7集团军司令。1976年毕业于总参谋部军事学院高级指挥人员训练班，同年晋升中将。1977年8月，任基辅军区第一副司令兼参谋长。
1979年8月，任北高加索军区司令，同年10月晋升上将。1980年8月，任波罗的海沿岸军区司令。1984年1月，任后贝加尔军区司令。1986年11月晋升大将。1986年12月至1988年6月，任陆军第一副总司令。1988年6月至1992年6月，任西方集群总司令。1993年退役。
波斯特尼科夫是苏联共产党中央审计委员会委员（1981年－1990年），第十一届苏联最高苏维埃民族院代表（1984年－1989年），苏联人民代表大会代表（1989年－1991年）。获红旗勋章、一级库图佐夫勋章、二级和三级在苏联武装力量为祖国服务勋章各1枚，奖章多枚。
2012年5月8日逝世。葬于特罗耶库罗夫公墓。

## 军衔
- 中将（1976年2月13日）
- 上将（1979年10月25日）
- 大将（1986年11月3日)